# Käderödvatten
Käderödvatten är en sjö i Stenungsunds kommun i Bohuslän och ingår i Göta älv-Bäveåns kustområde. Sjön är 10,5 meter djup, har en yta på 0,103 kvadratkilometer och är belägen 74,4 meter över havet. Sjön avvattnas av vattendraget Ödsmålsån.

## Delavrinningsområde
Käderödvatten ingår i det delavrinningsområde (644883-126618) som SMHI kallar för Mynnar i havet. Medelhöjden är 69 meter över havet och ytan är 16,38 kvadratkilometer. Det finns inga avrinningsområden uppströms utan avrinningsområdet är högsta punkten. Avrinningsområdets utflöde Ödsmålsån mynnar i havet. Avrinningsområdet består mestadels av skog (57 procent), öppen mark (15 procent) och jordbruk (20 procent). Avrinningsområdet har 0,21 kvadratkilometer vattenytor vilket ger det en sjöprocent på 1,3 procent. Bebyggelsen i området täcker en yta av 0,59 kvadratkilometer eller 4 procent av avrinningsområdet.